# Kibera
Kibera, situé au Kenya au sud de la capitale Nairobi, est considéré comme l'un des plus grands bidonvilles d’Afrique. Les estimations font état d'une population comprise entre 170 000 selon le gouvernement et 1 000 000 selon les ONG.

## Histoire
La fondation de Kibera remonte à 1912, lorsque le gouvernement colonial britannique installa les soldats nubiens (ou soudanais) qui avaient fait partie des « King's African Rifles » au sud-ouest de Nairobi. Le terrain sera appelé plus tard « Kibera », ce qui signifie « forêt » en langue nubienne.
Le gouvernement britannique fit alors de Kibera une réserve militaire et l’établit officiellement comme terre de résidence pour les soldats nubiens et leur famille à partir de 1918. À cette époque Kibera était alors un endroit boisé de 4 000 hectares, qui comptait à peine 600 âmes.
En 1928 l’Armée britannique décida de transférer l’administration de Kibera au Conseil Municipal. Les droits de propriété existants furent retirés aux habitants, et on leur demanda de fournir des preuves, selon un procédé long et fastidieux, afin de prouver leur origine nubienne. Les Nubiens furent déclarés Tenants of the Crown (ou « Locataires de la Couronne »), ce qui signifiait que le gouvernement pouvait à tout moment mettre fin à leur statut de propriétaire. Toute structure bâtie dans Kibera risquait donc à tout moment d’être détruite au cas où l’État déciderait de construire un projet gouvernemental au même endroit.
Les problèmes de santé à Kibera devinrent rapidement si importants que dès 1948 il y eut une première demande de délocalisation générale. Malgré cela la cité continua à s’agrandir, passant de 6 000 habitants en 1965 à 62 000 en 1980, puis 248 360 en 1992 et enfin 500 000 en 1998. Les risques d'incendie sont aussi importants, d'autant plus qu'il est difficile aux secours d'y accéder facilement. Dans la nuit du 16 octobre 2013, un violent incendie détruit 200 maisons du « village » Fort Jesus.

## Démographie
Kibera s'étend sur 256 hectares en plein centre de la capitale. Avec un taux de croissance annuel de 17 %, le nombre d’habitants variait en 2006, entre 700 000 et un million (nombre de ses habitants sont des migrants saisonniers), selon les ONG et notamment l'Institut français de recherche en Afrique (IFRA) à Nairobi. La densité est ainsi estimée à plus de 2 000 personnes par hectare, avec un indice de peuplement de 8 à 9 personnes par chambre. Ces chiffres ont amené à le considérer comme le plus grand bidonville d'Afrique.
Cependant, les statistiques officielles ne donnent pas du tout les mêmes chiffres. Selon le dernier recensement (2010), 170 000 personnes vivraient à Kibera. Si ce rapport est à nuancer, car l'État a intérêt à minimiser l'importance des bidonvilles, le chiffre d'un million est sans doute exagéré.

## Cinéma
- I want to be a pilot (2006) est un court-métrage de Diego Quemada-Diez, fondé sur les témoignages de 50 orphelins de Kibera, et qui suit le jeune Omondi (joué par Collins Otieno), orphelin de 12 ans sidéen qui rêve de devenir pilote pour s'échapper du ghetto.
- Dans la série Sense 8, des sœurs Wachowski, le personnage Capheus conduit son matatu dans Kibera.

## Musique
- Kibera est aussi une chanson de Roch Voisine, issue de l'album du même nom sortie en 2001. Le chanteur parle d'elle à la troisième personne afin de personnifier cette cité dans la cité.